# Biskupické luhy
Biskupické luhy este o arie protejată (arie specială de conservare — SAC, sit de importanță comunitară — SCI) din Slovacia întinsă pe o suprafață de 916,35 ha, integral pe uscat.

## Localizare
Centrul sitului Biskupické luhy este situat la coordonatele 48°05′03″N 17°10′44″E / 48.084169°N 17.178854°E.

## Înființare
Situl Biskupické luhy a fost declarat sit de importanță comunitară în aprilie 2004 pentru a proteja 1 specie de plante și 7 specii de animale. Situl a fost protejat și ca arie specială de conservare în martie 2004.

## Biodiversitate
Situată în ecoregiunea panonică, aria protejată conține 8 habitate naturale: Păduri panonice cu Quercus petraea și Carpinus betulus, Pajiști uscate seminaturale și facies de acoperire cu tufișuri pe substraturi calcaroase (Festuco-Brometalia) (* situri importante pentru orhidee), Lacuri eutrofice naturale cu vegetație de tip Magnopotamion sau Hydrocharition, Păduri mixte riverane de Quercus robur, Ulmus laevis și Ulmus minor, Fraxinus excelsior sau Fraxinus angustifolia, de-a lungul marilor râuri (Ulmenion minoris), Păduri panonice cu Quercus pubescens, Păduri aluvionare cu Alnus glutinosa și Fraxinus excelsior (Alno-Padion, Alnion incanae, Salicion albae), Tufărișuri subcontinentale peripanonice, Pajiști uscate seminaturale și facies de acoperire cu tufișuri pe substraturi calcaroase (Festuco-Brometalia) (* situri importante pentru orhidee).
La baza desemnării sitului se află mai multe specii protejate:
- plante (1): Himantoglossum adriaticum
- amfibieni (1): buhai de baltă cu burta roșie (Bombina bombina)
- mamifere (2): castor (Castor fiber), Microtus oeconomus mehelyi
- nevertebrate (3): Bolbelasmus unicornis, croitorul mare al stejarului (Cerambyx cerdo), rădașcă (Lucanus cervus)
- pești (1): Gymnocephalus baloni

Pe lângă speciile protejate, pe teritoriul sitului au mai fost identificate 1 specie de plante, 2 specii de amfibieni, 1 specie de nevertebrate, 2 specii de reptile.